# Anna Tijssen-Bremerkamp
Anna Tijssen-Bremerkamp (Rotterdam, 26 mei 1871 – Haarlem, 7 juni 1949) was een Nederland sopraan.
Anna Maria Bremerkamp was dochter van stuurman op de koopvaardij Martinus Cornelis Bremerkamp en Anna Maria de Heer. Haar zus Berendina Geertruida was op vijftienjarige leeftijd al actrice, zo staat op haar verklaring van overlijden, Groningen van 20 mei 1882, die ook vermeldt dat haar vader al was overleden. Zelf trouwde ze met Jos Tijssen.
Haar opleiding kreeg ze van Alexander Heijblom. Verdere opleiding werd stilgezet door het vroege overlijden van haar vader; ze moest gaan werken en kon dat bij de Nederlandse opera van Johannes George de Groot met optredens in de Parkschouwburg, Amsterdam. Nog jong was ze alleen geschikt voor kleine rollen. In 1892 trouwde ze met zanger Jos Tijssen. Haar debuut bij de opera vond plaats nadat ze getrouwd was (oktober 1893). Er ontstond onderling lesgeven, maar ze nam/namen ook les bij Cornelie van Zanten. Ook Martha van Ophemert-Schwenke en Maria Ypes-Speet droegen bij aan haar opleiding. Beiden stapten over naar de Nederlandse Opera van Cornelis van der Linden, waar ze wel samen zong met Cato Engelen-Sewing. Andere lucratievere aanbiedingen sloeg zij af.
Bremerkamp zong op veel concerten, zoals op een kunstavond van het Dortsche Taalcongres in 1897. In 1897 trad ze drie maal op met het Concertgebouworkest dan begeleider van de opera van Van der Linden. Op 25 april 1898 zong ze de hoofdrol in Seleneia van Emile von Brucken Fock, opnieuw begeleid door genoemd orkest, deze keer onder leiding van de componist. Van Zanten en Jos Tijsen tekenden voor de andere rollen. Plaats van handeling was de Stadsschouwburg.
Ze raakte uit beeld toen haar man in Duitsland ging zingen. Af en toen was ze echter nog te zien en te horen. Zij had dermate veel indruk gemaakt dat er in 1941 stil werd gestaan bij haar 70e verjaardag. Ze overleed, wonende in Rijswijk (Zuid-Holland), in een Haarlems ziekenhuis na een lang ziekbed. Ook haar overlijden was landelijk nieuws.